# Gerhard Grimmer
Gerhard Grimmer (* 6. April 1943 in Katharinaberg, Reichsgau Sudetenland; † 9. Oktober 2023 in Seligenthal) war ein deutscher Skilangläufer und Sportfunktionär.

## Leben
Nach der Grundschule in Seligenthal erlernte Gerhard Grimmer in Schmalkalden den Beruf des Maschinenschlossers. 1955 begann er bei der BSG Stahl Seligenthal als Fußballer und Skisportler. Ab 1961 war er Soldat bei der NVA in Gotha und wechselte in dieser Zeit zum ASK Vorwärts Oberhof, wo er seine leistungssportliche Karriere unter seinem Trainer  Horst Wagner begann. 1966 trat er in die SED ein. Bei den Nordischen Skiweltmeisterschaften 1974 in Falun wurde er Weltmeister über 50 km und mit der Staffel sowie Vizeweltmeister über 15 km. Bereits 1970 wurde er Vizeweltmeister über 30 km und mit der Staffel in Štrbské Pleso. Grimmer blieb bis zum Sieg von Axel Teichmann über 15 km im Jahr 2003 der einzige deutsche Skilanglauf-Einzelweltmeister. Er galt als der „beste mitteleuropäische Langläufer“.
Grimmer nahm an drei Olympischen Winterspielen (1968 in Grenoble, 1972 in Sapporo und 1976 in Innsbruck) teil, konnte aber dabei meist wegen Verletzungen oder Erkrankungen keine Erfolge erzielen. 1970 und 1971 gewann er den 50-km-Lauf am Holmenkollen in Oslo. 1975 erhielt er die Holmenkollen-Medaille. Im Jahr 1976 beendete er seine aktive Laufbahn.
Nach einem Fernstudium der Ökonomie für den Allgemeinen Maschinenbau war Grimmer als Ingenieur-Ökonom tätig. Von 1977 bis 1980 studierte er an der Militärpolitischen Hochschule der NVA und war danach von 1981 bis Sommer 1990 Klubchef des ASK Vorwärts Oberhof. Nach der Wiedervereinigung wurde er als Oberst in die Bundeswehr übernommen, stellte dann jedoch den Antrag auf Entlassung. Nach einer Zeit der Arbeitslosigkeit arbeitete er von 1991 bis 2003 als Referent Leistungssport beim Landessportbund Thüringen.
Grimmer war von 1974 bis 1984 Mitglied des Präsidiums des DTSB-Bundesvorstandes. 1985 wirkte er als technischer Delegierter der FIS bei den Nordischen Skiweltmeisterschaften in Seefeld. 1990 war er an der Gründung des Thüringer Skiverbandes beteiligt und war dessen erster Präsident. 1995 trat er von seinen Ämtern wegen des Vorwurfs der zu großen Staatsnähe zur Zeit der DDR zurück.
Stasi-Unterlagen belegen, dass Grimmer die Geheimhaltung des staatlich verordneten Dopings im DDR-Leistungssport mit Strafmaßnahmen durchsetzte. Nach der politischen Wende und friedlichen Revolution im Herbst 1989 behauptete er dagegen mehrfach, vom Doping nichts gewusst zu haben.
1981 erschien das Buch Die weiße Spur, in dem der Autor Harry Gerlach das sportliche Leben Gerhard Grimmers in biographischer Form darstellt. Darin wurde vor allem dem erfolgreichen Abschneiden Grimmers bei internationalen Wettkämpfen auch politische Bedeutung zugemessen.
Grimmer war verheiratet, hatte eine Tochter und lebte in seinem thüringischen Heimatort Floh-Seligenthal. Er verstarb am 9. Oktober 2023 in Seligenthal.

## Auszeichnungen (Auswahl)
- 1974 und 1976 – Vaterländischer Verdienstorden in Silber
- 1988 – Orden Banner der Arbeit Stufe I

## Sportliche Erfolge
Bei den zahlreichen Wettkämpfen, an denen Gerhard Grimmer in seiner aktiven Zeit teilnahm, konnte er viele hervorragende Platzierungen erreichen. Im Folgenden sind bis auf wenige Ausnahmen ausschließlich Siege aufgelistet:
- 1962 bei den DDR-Skimeisterschaften 1. Platz bei der 4 × 5-km-Juniorenstaffel
- 1963 bei den DDR-Skimeisterschaften 1. Platz über 10 km (Junioren)
- 1965 bei den DDR-Skimeisterschaften 1. Platz über 30 km und in der 4 × 10-km-Staffel
- 1966 bei den DDR-Skimeisterschaften 1. Platz über 15 km
- 1967 bei den II. SKDA-Meisterschaften in Oberhof 1. Platz über 15 km und 30 km, bei den DDR-Skimeisterschaften 1. Platz über 15 km, 30 km und 50 km, bei den II. Internationalen Ski-Spielen in Oberhof 1. Platz über 15 km
- 1969 bei den DDR-Skimeisterschaften 1. Platz über 15 km, beim XIV. Czech-Marusarzówna-Memorial in Zakopane (POL) 1. Platz über 15 km und in der 3 × 10-km-Staffel
- 1970 bei den Internationalen Nordischen Ski-Wettkämpfe in Le Brassus (SUI) 1. Platz über 15 km, beim Bezroukovo-Memorial in Zvolen-Sliac (CZE) 1. Platz in der 3 × 10-km-Staffel, bei den DDR-Skimeisterschaften 1. Platz über 15 km, 30 km, 50 km und in der 4 × 10-km-Staffel, bei den Ski-Spielen in Falun (SWE) 1. Platz in der 4 × 10-km-Staffel, beim Wasa-Lauf 2. Platz über 85 km, bei den Holmenkollen-Ski-Spiele (NOR) 1. Platz über 50 km
- 1971 bei den DDR-Skimeisterschaften 1. Platz über 15 km und 30 km, bei den VI. Kawgolowo-Ski-Spielen (RUS) 1. Platz über 15 km, bei den vorolympischen Wettkämpfen in Sapporo (JAP) 1. Platz über 15 km und 30 km, bei den Ski-Spielen in Falun (SWE) 1. Platz über 15 km und in der 4 × 10-km-Staffel, bei den Holmenkollen-Ski-Spielen (NOR) 1. Platz über 50 km, bei den Ounasvaara-Ski-Spielen in Rovaniemi (FIN) 1. Platz über 15 km, 1. Platz auf der FIS-Weltrangliste (41 Punkte, Läufe: Kastelruth, Kawgolowo, Le Brassus, Oberhof, Sapporo, Strbské Pleso, Falun, Lahti, Holmenkollen, Zakopane, Murmansk)
- 1972 bei der Italienischen Langlaufwoche in Bozen 1. Platz über 30 km, bei den Ski-Wettbewerben in Le Brassus (SUI) 1. Platz über 15 km, bei den Internationalen Langlaufwettbewerben in Einsiedeln (SUI) 1. Platz über 18 km, bei den Östersund-Ski-Spielen (SWE) 1. Platz in der 3 × 10-km-Staffel
- 1973 bei den DDR-Skimeisterschaften 1. Platz über 50 km und in der 4 × 10-km-Staffel, bei den V. Internationalen Ski-Spielen in Oberhof 1. Platz über 15 km
- 1974 bei den DDR-Skimeisterschaften 1. Platz über 15 km, 30 km und 50 km, bei den Ski-Weltmeisterschaften in Falun (SWE) 1. Platz über 50 km und in der 4 × 10-km-Staffel, beim Tatra-Pokal in Strbské Pleso (CZE) 1. Platz über 30 km
- 1975 bei den DDR-Skimeisterschaften 1. Platz über 15 km und 30 km, bei den Internationalen Langläufen in Reit im Winkl 1. Platz über 30 km, beim Wasa-Lauf (SWE) 3. Platz über 85 km